# سیسترون
سیسترون (به فرانسوی: Sisteron) یک کمون (فرانسه) در فرانسه است که در آلپ-دو-اوت-پرووانس واقع شده‌است.
 سیسترون ۵۰٫۲۵ کیلومتر مربع مساحت دارد  ۴۸۵ متر بالاتر از سطح دریا واقع شده‌است.

## خواهرخوانده
شهرهای هربولزهایم، فیدنتزا و Oliva خواهرخوانده‌های سیسترون هستند.